# Катастрофа Ту-134 в Донецьку
47°57′03″ пн. ш. 37°35′52″ сх. д. / 47.95083333° пн. ш. 37.59777778° сх. д.
Катастрофа Ту-134 в Донецьку — авіаційна катастрофа, яка сталася в п'ятницю 25 травня 1984 року на околиці Донецька (Петровський район, неподалік від буд. № 7 по вул. Добровольського, на пустирі та в найближчій лісопосадці) з літаком Ту-134Ш Військово-повітряних сил Радянського Союзу, унаслідок якої загинули 7 людей — 6 членів екіпажу та 1 пасажир.

## Літак
Літак Ту-134Ш із бортовим номером 02 (заводський 2350202, серійний Ш02-02) був випущений Харківським авіаційним заводом 30 серпня 1972 року. Його передали ВПС СРСР, де його скерували до Ворошиловградського вищого військового авіаційного училища штурманів імені Пролетаріату Донбасу (ВВВАУШ), де його використовували для тренування штурманів фронтових бомбардувальників Ту-22. На день катастрофи здійснив 2370 циклів «зліт — посадка» і налітав 3173 години; з моменту останнього середнього ремонту (23 листопада 1979 року, в/ч 13837, Челябінськ) — 773 цикли «зліт — посадка» і 1034 години.

## Екіпаж і пасажир
Літаком керував екіпаж із шести осіб (2-га авіаескадрилья 46-го навчального авіаполку) на чолі з льотчиком-інструктором I класу Валерієм Анатолійовичем Сюткіним (командир екіпажу); також у складі екіпажу були штурман-інструктор Анатолій Петрович Ладик і бортрадист Михайло Вайнтрауб.
Єдиним пасажиром на борту Ту-134 був 49-річний Юрій Михайлович Марченко — начальник ВВВАУШ, генерал-майор авіації та заслужений військовий льотчик СРСР.

## Катастрофа
Ту-134Ш борт 02 мав здійснити переліт зі Жданова (нині Маріуполь) до Ворошиловграда (нині Луганськ). Злітна вага літака становила 40 500 кг. О 18:22 борт 02 (рейс 449) вилетів з аеропорту Жданова і після набору висоти зайняв ешелон 4200 метрів.

О 18:34 рейс 449, летячи з приладовою швидкістю 500 км/год, обходив грозові фронти в небі над Донецьком, коли несподівано виникло велике бічне розгойдування за курсом і креном. За даними параметричного бортового самописця МСРП-12-96, вертикальне перевантаження коливалося від −1,9 до +3,6 g, бокове — від −0,8 до +1,25 g, а кутова швидкість нишпорення — від -16 до +21 °/с. Водночас руль висоти відхилявся в діапазоні −6,6…+5,2°, руль напрямку — в діапазоні −11…+19°, а елерони в межах 6—8°. Періодичність між коливаннями становила 4,5 с. Літак вийшов на кут ковзання до 23°, при цьому перейшовши у швидке зниження. Через 38 секунд на висоті 2750 метрів Ту-134, який розігнався до приладової швидкості 610 км/год, почав руйнуватися. На екранах радіолокатора позначка літака також зникла. Диспетчери спробували зв'язатися з ним, але марно. Через 10—12 хвилин з одного з цивільних літаків доповіли:
…Спостерігаю палаючі уламки на околиці Донецька.
Уламки Ту-134 впали в лісистій частині Петровського району Донецька. Усі 7 осіб, які перебували на його борту, загинули.

## Розслідування
До складу комісії з розслідування події увійшли й представники ОКБ Туполєва:
- А. І. Карнеічев — інженер з експлуатації;
- Л. Л. Селяков[ru] — головний конструктор;
- Ф. А. Кочарян — заступник начальника відділу міцності;
- В. Н. Перельштейн — начальник бригади динаміки.

За наявними відомостями, літак зруйнувався під час проходження між двох грозових фронтів. У зв'язку з цим було висунуто попередню версію, що виною стали складні метеоумови.
ВИСНОВОК
(попередній)

про катастрофу літака Ту-134Ш серії № 02-02 25 травня 1984 року
Матеріали об'єктивного контролю параметрів польоту за МСРП-12-96, радіообмін екіпажу, метеорологічна обстановка, крики, характер зламів конструкції, а також аналіз можливих відмов системи колійного керування (демпфер нишпорення, бустер керма напряму і проводка) свідчать про таке:
- Катастрофа літака сталася внаслідок потрапляння його в зону інтенсивної турбулентності, викликаної грозовою діяльністю, що підтверджується:

-   - радіообміном з екіпажем о 18.33'08": «449 інформацію прийняв, обходжу своїми засобами прямо»;
  - даними метеослужби, з яких випливає, що борт 449 перетнув лінію засвічення;
  - вимкненням автопілоту екіпажем перед входом у зону грозової діяльності.

- Потрапляння в зону грозової діяльності призвело до виникнення циклічних коливань літака одночасно в горизонтальній і вертикальній площинах.

- Досягнуті при цьому знакозмінні бічні й вертикальні перевантаження значно перевищили нормований за міцністю рівень навантажень і призвели до руйнування конструкції.

- За діючих у кабіні бічних і вертикальних перевантажень, що перевищують відповідні перевантаження в центрі тяжіння літака, екіпаж фізично не мав можливості запобігти його руйнуванню.

- Матеріальна частина літака протягом усього польоту була справна і відмов не мала.

Головний конструктор підприємства 2-VI-84 р.

Л. Селяков
Однак завдяки наполегливості керівників НДІЕРАТу ВПС проведено детальніші дослідження, під час яких з'ясувалося, що причиною катастрофи насправді був сам літак, а точніше його електропроводка. Під час виконання технічного обслуговування на авіаремонтному заводі в Челябінську в 1979 році робітники переплутали дроти 1ЕЦ12 і 2ЕЦ12 на клемах контактора ТКД-503ДТ включення резервного перетворювача ПТ-1500ц на основну шину. Далі протягом кількох років Ту-134 літав нормально, поки в цей нещасливий рейс під час проходження грозового фронту система автоматично не з'єднала на основну шину і резервний перетворювач. У результаті відбулося неправильне чергування фаз змінної напруги 36 В і частоти 400 Гц, а воно своєю чергою призвело до зміни напрямку обертання роторів гіромоторів приладів і гіродатчиків.

На підставі нових отриманих відомостей зробили висновок, що катастрофа сталася через втрату літаком колійної динамічної стійкості й керованості через неправильну роботу демпфера нишпорення, що було наслідком переплутування електропроводів на клемах контактора ТКД-503 ДТ увімкнення резервного перетворювача ПТ-1500Ц на основну шину. Що ж до попереднього висновку про складні метеоумови, то головний конструктор літака Ту-134 Л. Л. Селяков вважав його своєю грубою помилкою:
Особисто я і мої колеги припустилися грубої помилки у визначенні справжньої причини. Знову підвела зайва самовпевненість і квапливість. <…> Знову підвело кермо напрямку, точніше його нічим не виправдані великі кути відхилення в польоті, як і в катастрофі 14 січня 1966 р. під час проведення державних випробувань у ДНДКІ ВПС літака Ту-134 № 65076 «Дублер». <…> Експеримент на землі, а також проведене моделювання на стенді в ОКБ, що відтворюють цю відмову, підтвердили вищеописану поведінку літака. При цьому одночасно відбувається відмова авіагоризонтів і курсових систем, показання яких стають хаотичними. <…> Винуватець льотної події — АРЗ в/ч 73837 м. Челябінськ, який під час ремонту літака допустив переплутування електропроводів на клемах контакторів ТКД-503ДТ М 7144748 підключення резервного перетворювача ПТ-1500Ц до основної шини трифазного струму 36 вольт 400 герц. Повної перевірки всієї електросистеми літака Ту-134Ш № 2350202 на ремонтному заводі після проведеного ремонту не було.